# Église Saint-Samson de Kérity
Pour les articles homonymes, voir Église Saint-Samson.
L'église Saint-Samson est une église catholique située à Kérity, dans le département français des Côtes-d'Armor.

## Histoire

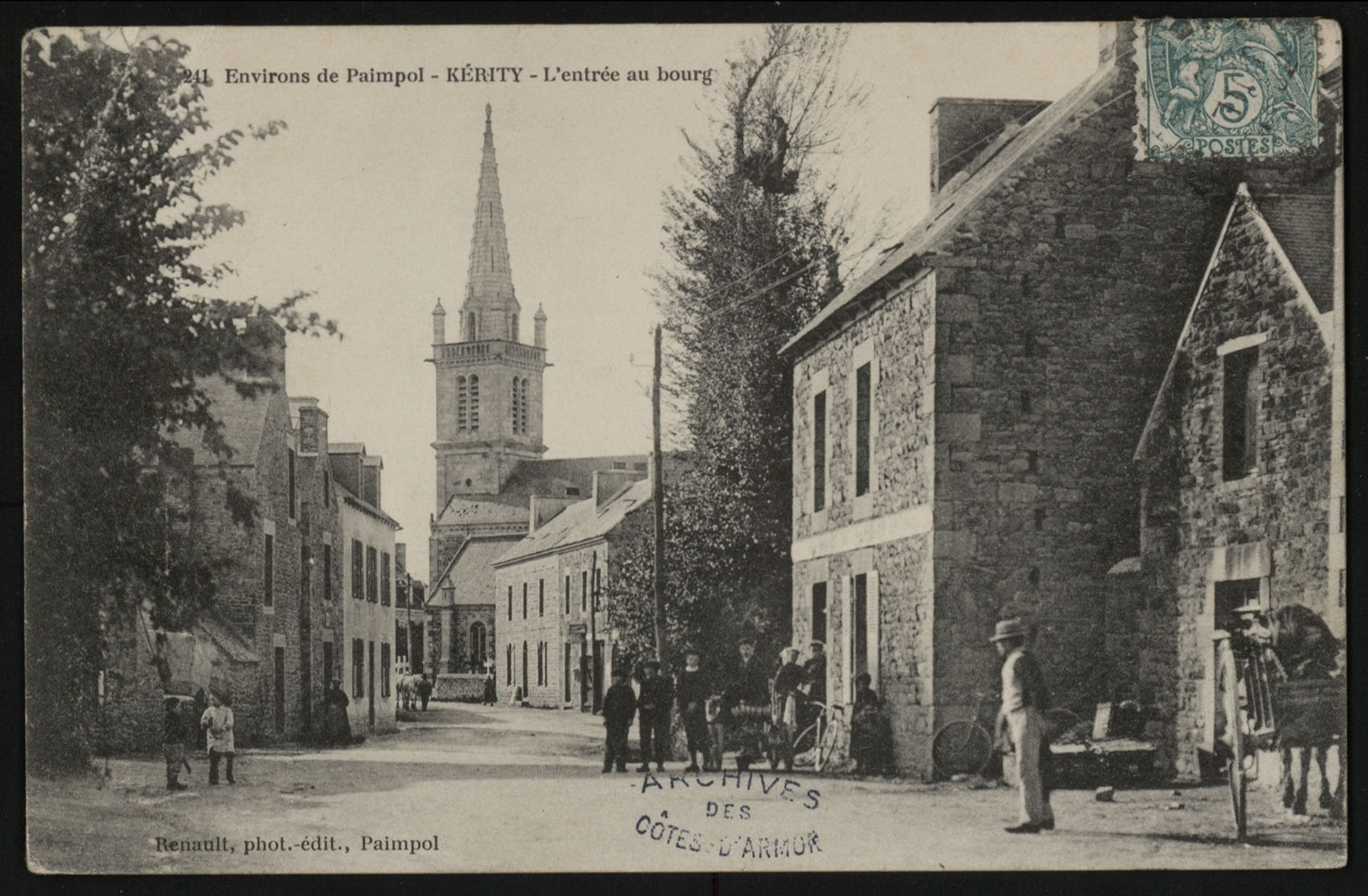
Paimpol - Kérity : entrée au bourg.

Il se trouvait à cet emplacement une église du même vocable, datant du XIIe siècle et qui appartenait à l'abbaye de Saint-Riom. Par la suite, la chapelle Sainte-Barbe devint l'unique sanctuaire de la paroisse de Kérity.
C'est en 1859 que fut construit l'édifice actuel, qui fut béni en 1863. La tour date de 1890.

## Description
Face à l'église se trouve la fontaine du Terron de Paimpol, ancienne source aménagée lors de la reconstruction de l'église.